# ユーリ・ハリトン
ユーリ・ボリソヴィチ・ハリトン（Ю́лий Бори́сович Харито́н、ラテン翻字例：Yulii Borisovich Khariton、1904年2月27日 -  1996年12月18日）はソビエト連邦の物理学者である。ソビエトの原爆開発計画のリーダーの一人。ユダヤ系。 
サンクトペテルブルクにジャーナリストの子として生まれた。1920年からサンクトペテルブルク工科大学で学んだ。1926年から2年間キャヴェンディッシュ研究所でアーネスト・ラザフォードのもとで研究した。1946年から核閉鎖都市アルザマス16（現サロフ）の全ロシア実験物理学研究所(VNIIEF)の研究リーダーを務め、1949年8月29日のソビエトの核実験の成功に功績があった。
1956年にレーニン賞 、1949年、51年、54年の3度のスターリン賞、1982年にロモノーソフ金メダルなど多くの賞を受賞した。